# Теракт в Чиркее
Террористический акт в дагестанском селе Чиркей был совершён 28 августа 2012 года в 16 часов 50 минут по местному времени в доме шейха Саида Афанди Чиркейского.

## Жертвы
В результате взрыва от полученных телесных повреждений скончались на месте:
- Саид афанди Чиркейский, 1937 года рождения, проживавший в с. Чиркей Буйнакского района
- Умаров Магомед Юсупович, 1992 г.р. — с. Дылым Казбековского района
- Бектимиров Магомед Гусейнович, 1936 г.р. — с. Дылым Казбековского района;
- Османов Мурад Магомедзагирович, 1964 г.р. — с. Хаджалмахи Левашинского района
- Османов Осман Мурадович, 2001 г.р. — с. Хаджалмахи Левашинского района
- Османов Магомедшариф Мурадович, 1992 г.р. — с. Хаджалмахи Левашинского района
- Мугумаева Патимат Гамзатовна, 1955 г.р. — с. Орота Хунзахского района[4]

С телесными повреждениями в различные части тела помещен в ЦГБ г. Буйнакск Абдурахманов Алавудин Магомедович, 1971 г.р., проживающий с. Чиркей Буйнакского района.

## Личность террористки
По словам официального представителя Следственного комитета России Владимира Маркина, в ходе расследования было установлено, что взрыв в доме религиозного деятеля, проживавшего в селении Чиркей Буйнакского района, совершила 30-летняя Аминат Курбанова (Алла Андреевна Сапрыкина). В мае 2012 года правоохранительные органы Республики Дагестан уже сообщали о причастности (а возможно, и гибели) Аминат Курбановой к теракту на посту ДПС в Махачкале 3 мая 2012 года.

## Организаторы
Правоохранительные органы Дагестана не исключили, что смертницу, взорвавшую себя 28 августа в доме шейха Саида Чиркейского, готовил к подрыву лидер Темир-Хан-Шуринского джамаата Алексей Пашинцев (Абдул-Малик). В видеообращении, выложенном в Интернете, Алексей Пашинцев заявил, что ответственность за это взяла на себя группировка шахидов-смертников «Рийад ас-Салихийн», а устроившая теракт Аминат Курбанова пожертвовала «своей светлой жизнью и религией Аллаха ради всех мусульман».
Темир-Хан-Шуринский джамаат входит в организацию Джамаат Шариат, возглавляемую Рустамом Асильдеровым и действует на территории города Буйнакск и Буйнакского района. По информации МВД Дагестана Алексей Пашинцев вступил в Темир-Хан-Шуринский джамаат в январе 2011 года.

## Расследование
Следственный комитет возбудил по факту убийства дело по статьям «убийство», «незаконный оборот оружия» и «незаконное изготовление оружия». Как уточняется на сайте СК в среду, также возбуждено дело по статье «умышленное повреждение чужого имущества общеопасным способом». 29 августа МВД Дагестана сообщило о возбуждении дел по статьям 205 — «террористический акт», 105 ч.2 — «убийство», 222 ч.1 — «незаконные приобретение, передача, сбыт, хранение, перевозка или ношение оружия, его основных частей, боеприпасов, взрывчатых веществ и взрывных устройств», 223 ч.1 — «незаконное изготовление оружия» и 167 ч.2 «умышленные уничтожение или повреждение имущества» Уголовного кодекса Российской Федерации.
Максимальная санкция, предусмотренная этими статьями УК РФ, — пожизненное лишение свободы.
11 декабря 2012 года было объявлено о задержании предполагаемых организаторов теракта. Ими оказались члены так называемой гимринской бандгруппы: Лабазанов Шихмирза, 1982 года рождения, Амирханов Магомедали, 1976 года рождения, и Гаджиев Магомед, 1989 года рождения, которые, по сообщение Национального антитеррористического комитета, дали признательные показания о совершенном преступлении. Организатором теракта считается уроженец селения Гимры Магомед Сулейманов — религиозный лидер бандподполья.
В июле 2014 года Верховный суд Дагестана начал рассмотрение дела в отношении Ш. Лабазанова, М. Амирханова, М. Гаджиева и А. Исрапилова. Им были предъявлены обвинения в терроризме, бандитизме, разбое, похищении человека, незаконном обороте оружия и взрывчатки, вымогательстве и похищении документов. Ранее двум другим фигурантам дела, братьям Махулаву и Шамилю Сидикбегову, было назначено наказание в виде 13 и 16 лет лишения свободы соответственно. Ещё несколько участников банд-группы, причастных к совершению теракта, находятся в федеральном розыске.
В апреле 2015 года за совершение различных преступлений, в том числе и убийство С. Чиркейского, суд приговорил Ш. Лабазанова, М. Гаджиева, М. Амирханова к пожизненному заключению, а А. Исрапилова — к 12 годам лишения свободы.

## Реакция властей
Вечером 28 августа 2012 года Президент РД Магомедсалам Магомедов сделал заявление, в котором объявил, что 29 августа в Дагестане объявлен днём траура. Президент Дагестана также поручил всем руководителям городов и районов организовать отряды самообороны, дружины из молодых людей, готовых под руководством и вместе с органами внутренних дел вести работу по обеспечению безопасности, по наказанию этих бандитов и террористов.